# Омањ
Омањ (фр. Aumagne) насеље је и општина у западној Француској у региону Поату-Шарант, у департману Приморски Шарант која припада префектури Сен Жан д'Анжели.
По подацима из 2011. године у општини је живело 698 становника, а густина насељености је износила 34,05 становника/km². Општина се простире на површини од 20,5 km². Налази се на средњој надморској висини од 36 метара (максималној 60 m, а минималној 22 m).

## Демографија
| 1962. | 1968. | 1975. | 1982. | 1990. | 1999. | 2011. |
| ----- | ----- | ----- | ----- | ----- | ----- | ----- |
| 647   | 737   | 636   | 642   | 634   | 610   | 698   |

График промене броја становника у току последњих година